# Фрашинето
Фрашинѐто (на италиански: Frascineto, на арбърешки: Frasnita, Фраснита) е село и община в Южна Италия, провинция Козенца, регион Калабрия. Разположено е на 478 m надморска височина. Населението на общината е 2289 души (към 2012 г.).
 В това село живее албанско общество, наречено арбъреши. Те са се заселили в този район между XV и XVIII век като бежанци от османското владичество. Село Фрашинето е част от етнографическия район Арберия.